# Тедонган
Тедонган, або річка Тедонг (кор. 대동강) — річка в КНДР. Бере початок в горах Ранрім на півночі країни. Тече на південний захід і впадає в Західнокорейську затоку Жовтого моря поблизу міста Нампхо. Протікає через столицю країни — місто Пхеньян. На березі річки розташовані Монумент ідеям Чучхе та Площа Кім Ір Сена.
Довжина річки — 439 км. Площа водозабірного басейну — 20344 км². Річка судноплавна на 65 км від гирла. 

## Каскад ГЕС
На річці розташовано  ГЕС Nyongwon, ГЕС Тедонган, ГЕС Pukchang Ryongsan.

## Галерея

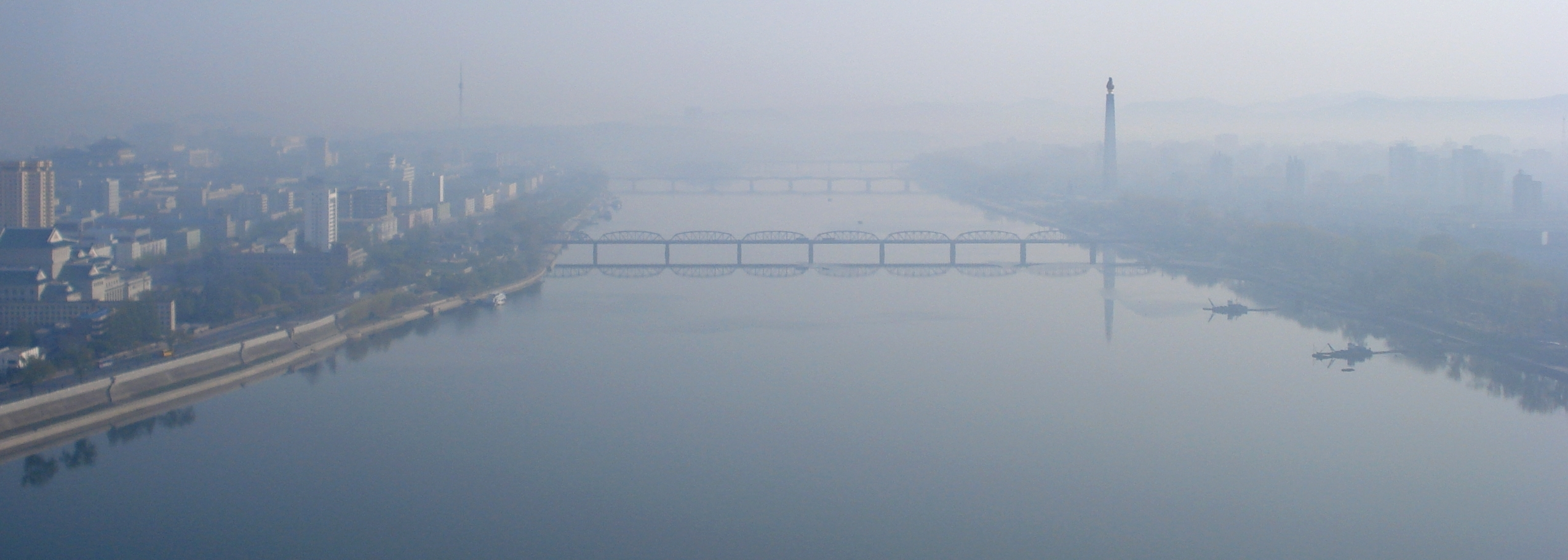
Річка Тедонган у Пхеньяні
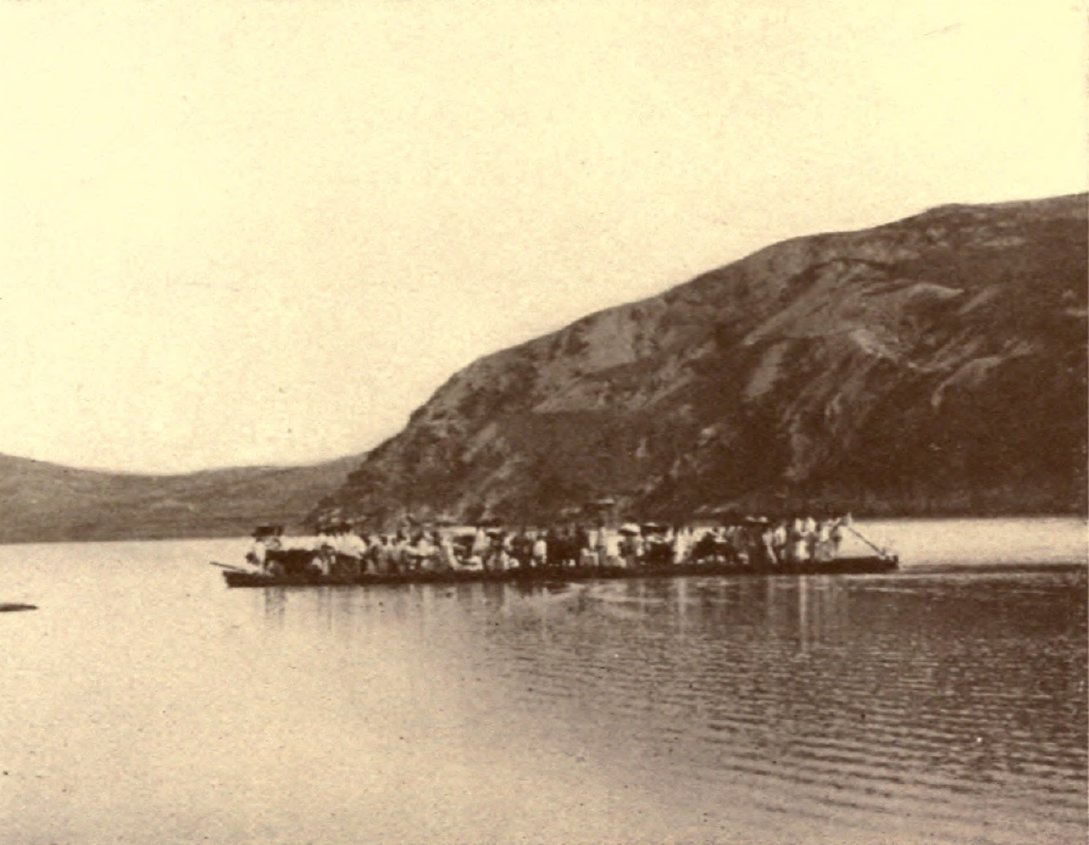
Річка Тедонган у 1889 році
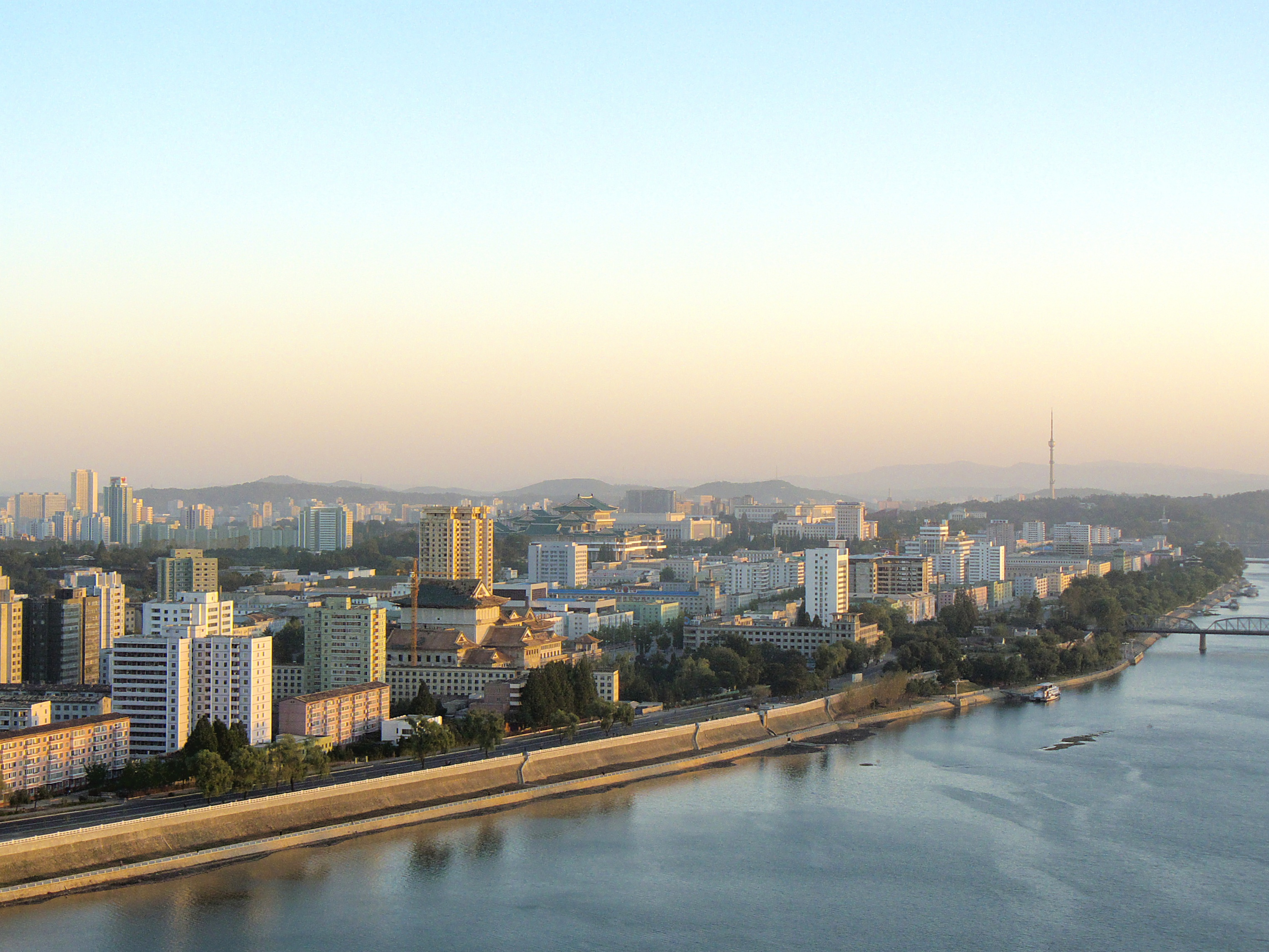
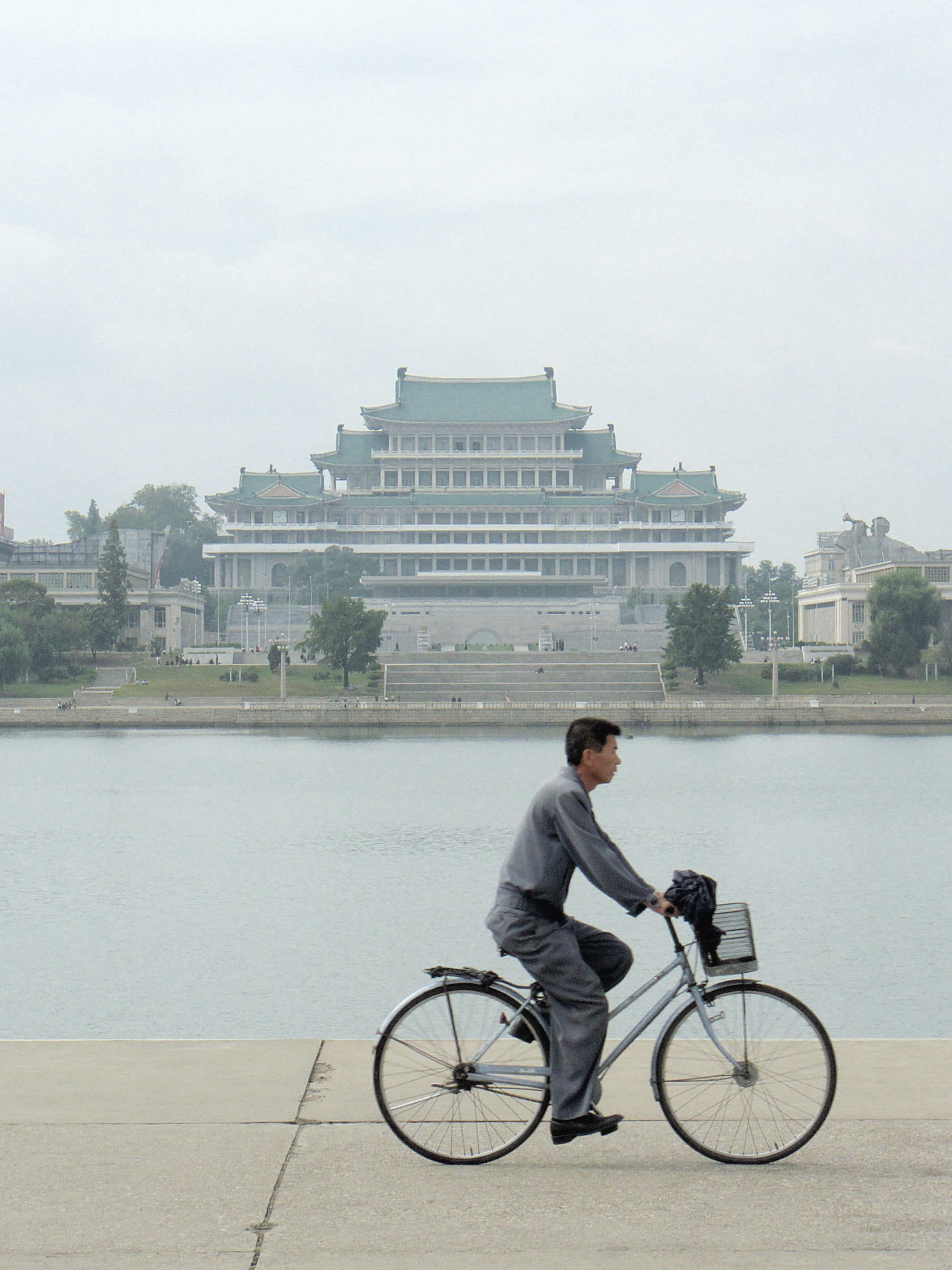
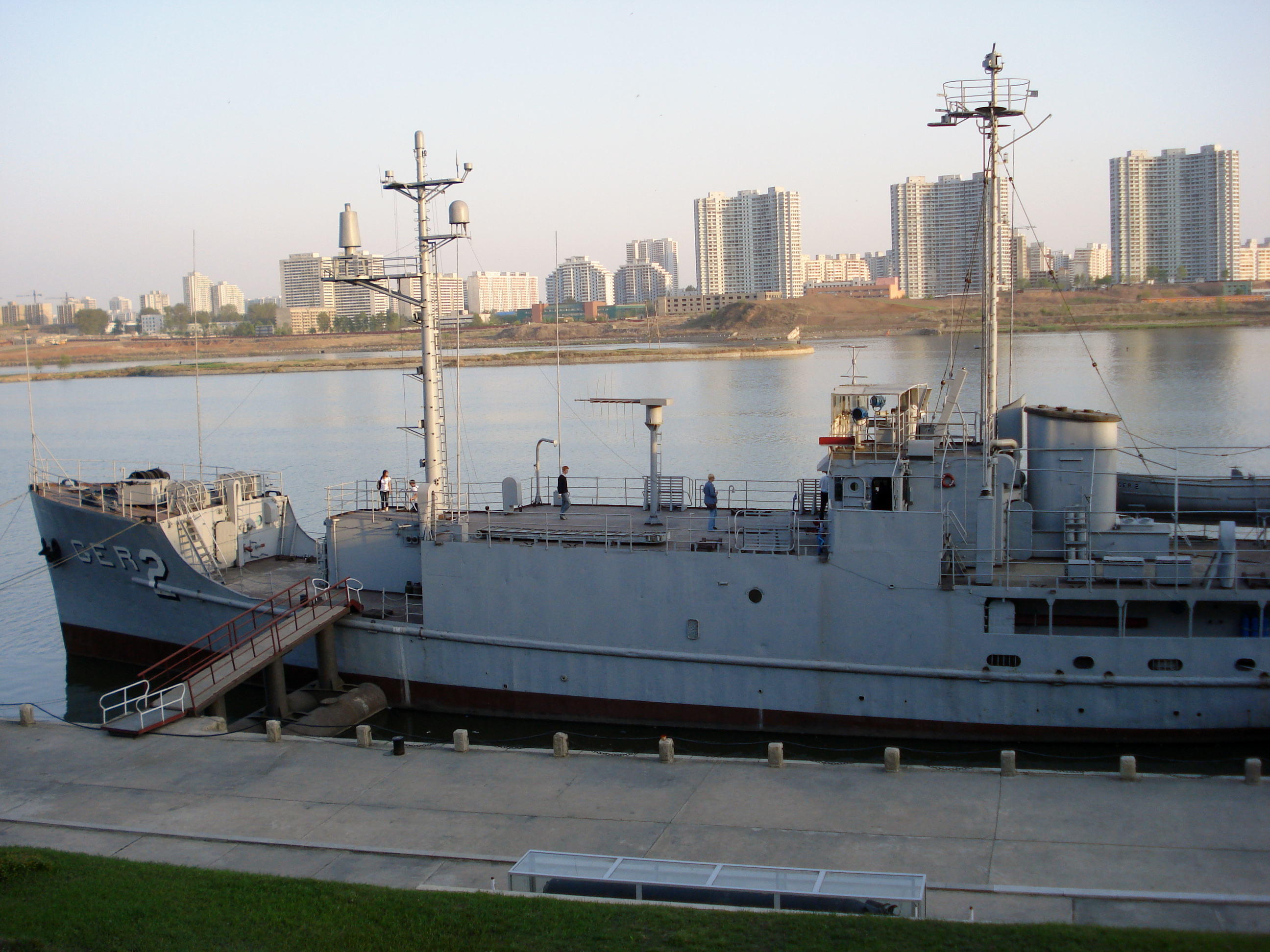
USS Pueblo (AGER-2) на річці Тедонган
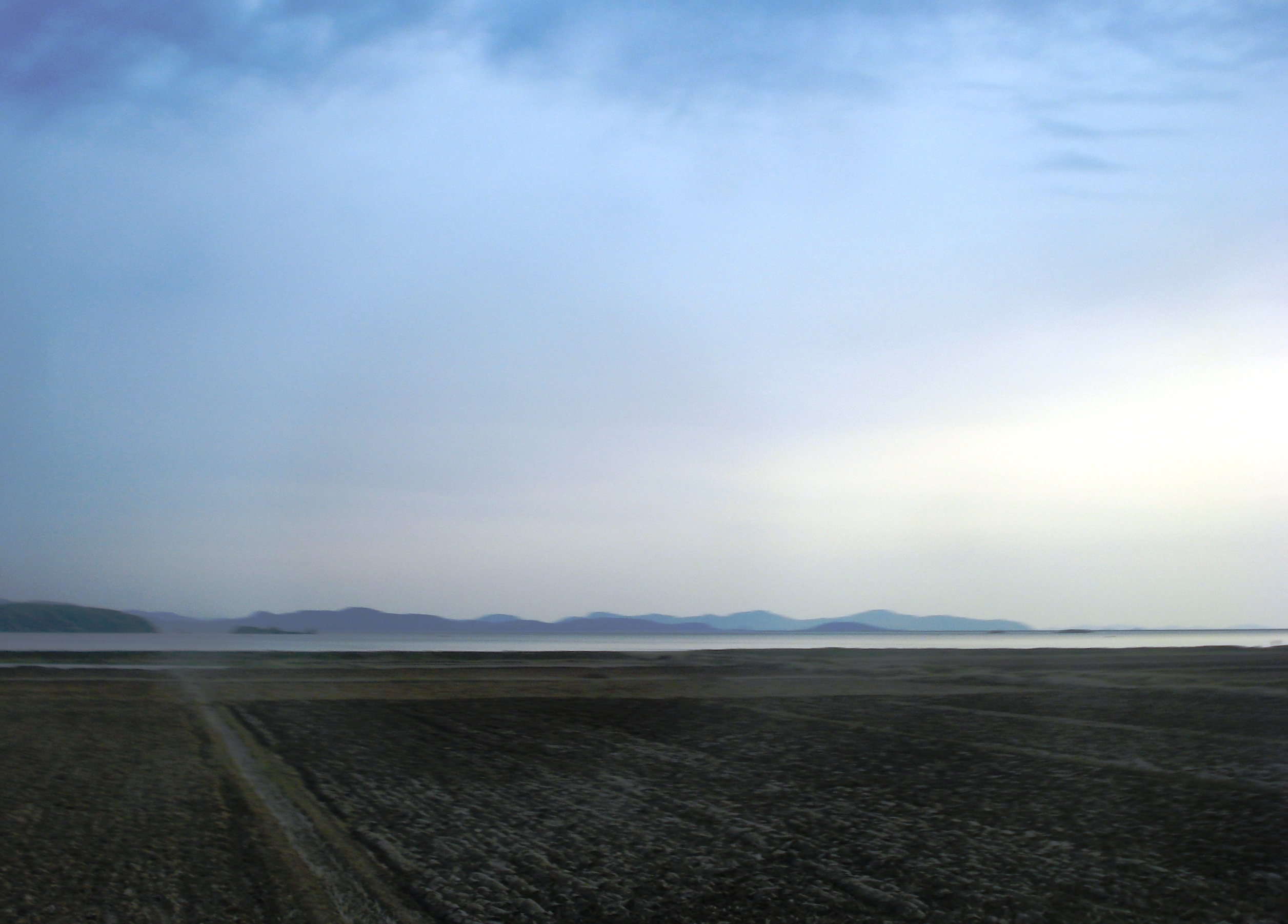
Річка Тедонган в Нампхо
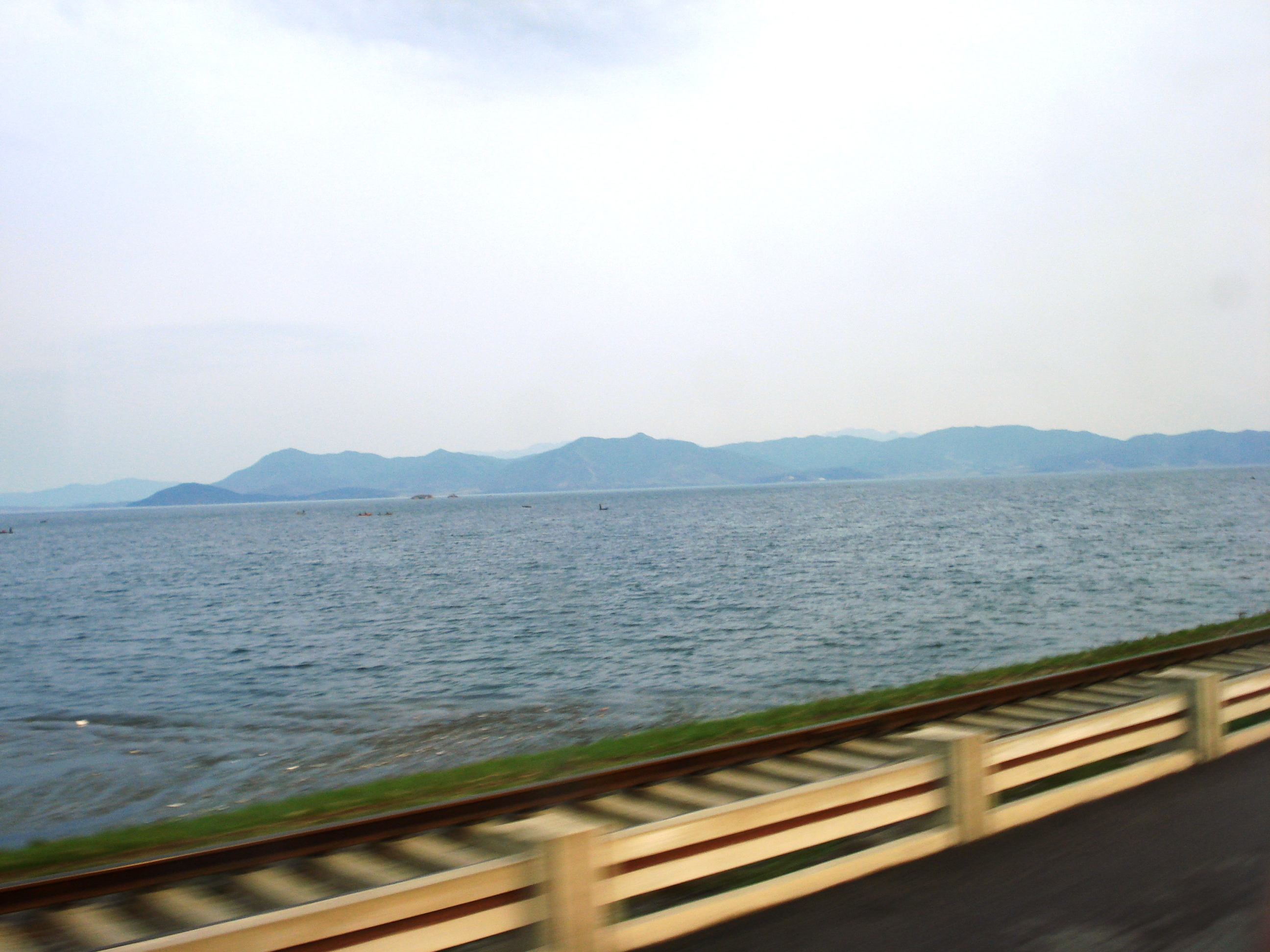
Річка Тедонган в Нампхо